# 개인용 비행체

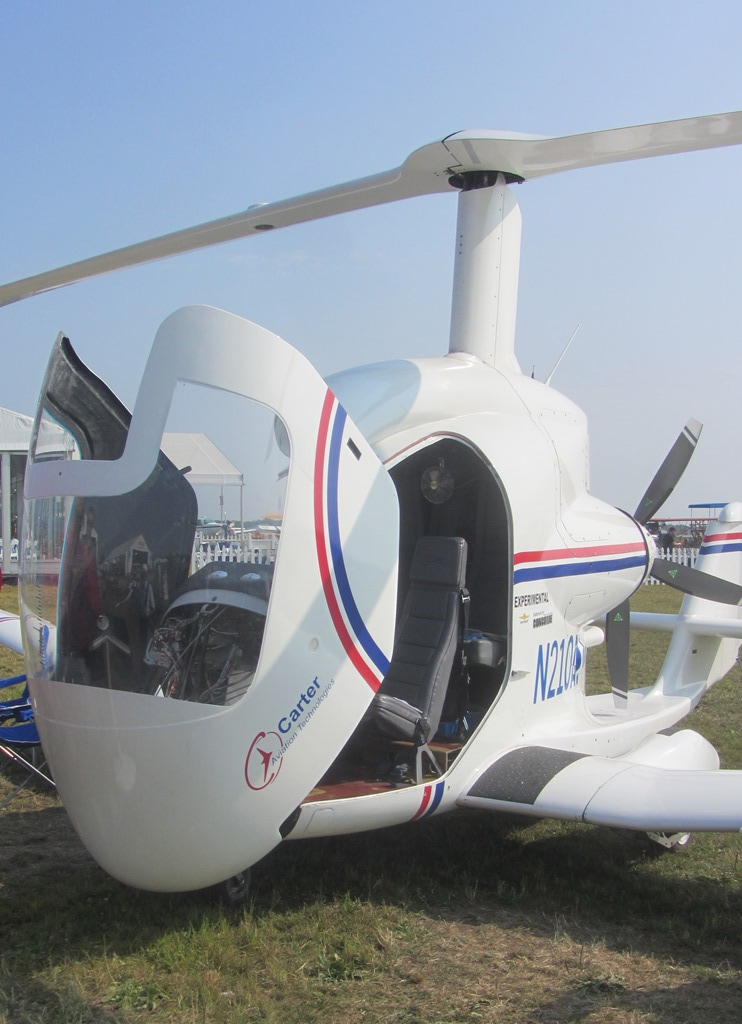
2014년의 Carter PAV

개인용 비행체(Personal Air Vehicle, PAV)는 수직이착륙이 가능해 활주로 없이도 이동 가능한 비행체이다.

## 현황

### 대한민국
2020년 CES에서 현대자동차는 스마트 모빌리티 솔루션 중 하나인 PAV 콘셉트 'S-A1'을 공개했다. S-A1은 해외 모빌리티 기업 '우버'와 함께 제작했으며, 특징으로는 조종사를 포함해 총 5명이 탑승 가능하다. 또한, 복잡한 도심 교통 상황을 고려해 전기 추진 방식의 수직이착륙이 가능하도록 설계되었다.
그리고 2022년 12월 11일 한화시스템이 개발 중인 PAV 기체 '버터플라이(Butterfly)'의 목업(mock-up, 실물모형)을 국내외 처음으로 선보였다. '전기식 수직 이착륙기(eVTOL)' 타입으로, 저소음·고효율의 최적 속도 로터(Tilt Rotor) 기술이 적용된다.

### 네덜란드
네덜란드 업체 PAL-V는 인터넷을 통해 양산형 플라잉카를 세계 최초로 팔고 있다. 플라잉카는 자동차와 헬리콥터를 섞은 외관 디자인으로, 차량용 엔진과 비행용 엔진 모두 장착되어 있다. 이륙 시 활주로가 필요하다. 최대 500km의 거리를 180km/h의 속도로 주행할 수 있다. 하지만 PAL-V가 이륙하기 위해서는 활주로가 필요하다. 이는 도로 상황에 따라 도심 내에서 이륙할 수 없다는 단점을 갖고 있다.

### 미국
Opener에서 만든 블랙 플라이는 초경량 비행기로, 수직이착륙이 가능할 뿐만 아니라 바퀴가 없어도 안전하게 착륙할 수 있다. 블랙 플라이는 조이스틱으로 쉽게 조종할 수 있다. 따라서 별도 항공기 조정 면허가 필요하지 않다. 또한, 상용화된 전기자동차보다 전력 소비가 낮아 친환경 모빌리티로 주목받고 있다.

### 중국
2022년 10월 10일 아랍에미리트 두바이에서 중국의 전기차 업체인 샤오평의 전기 수직 이착륙항공기(eVTOL) 'X2' 기종을 시연 했었다.

## 같이 보기
- 플라잉카